# Hans-Georg Kremer
Hans-Georg Kremer (* 1946 in Blankenhain bei Weimar) ist ein deutscher Sporthistoriker und -publizist sowie Sportorganisator. Bekannt wurde er besonders als Mitbegründer des GutsMuths-Rennsteiglaufes.

## Ausbildung und Beruf
Kremer widmete sich bereits in seiner Schulzeit in Weimar intensiv dem Sport, ganz besonders dem Orientierungslauf. So wurde er u. a. DDR-Jugend und Juniorenmeister im Orientierungslauf 1963 und 1965. Er übernahm bereits als Schüler verschiedene Funktionen im Sport, war u. a. als Übungsleiter tätig. Außerdem war er an Geschichte interessiert. 1965–1966 erlernte er den Beruf des Landmaschinenbauers im Weimar-Kombinat in Weimar.
1966 veröffentlichte er seinen ersten Zeitungsartikel in Das Volk zum Orientierungslauf. 1966–1970 absolvierte Kremer das Studium als Lehrer für Sport und Geschichte an der Friedrich-Schiller-Universität Jena. 1970 wurde er Assistent bei Willi Schröder im Bereich Sportwissenschaft der Friedrich-Schiller-Universität Jena und promovierte bei ihm 1976. Im Anschluss wurde er Stabsmitarbeiter beim Direktor für Kultur und Sozialwesen im Chemiefaserkombinat Schwarza, 1977 war er Direktor des Bezirkskabinetts für Kulturarbeit in Gera, 1978 wechselte er zur BSG Wismut Gera als Stellvertretender Vorsitzender für Freizeit und Erholungssport. Von 1987 bis 1990 war Kremer Lektor für Studentensport an der Friedrich-Schiller-Universität und anschließend bis zu seinem Ruhestand 2011 Leiter Hochschulsport an der Friedrich-Schiller-Universität Jena.

## Laufbewegung
Kremer engagierte sich haupt- und ehrenamtlich in der Laufbewegung und wurde zum Mitbegründer mehrerer populärer Läufe. So begründete er 1977 den Jenaer Kernberglauf mit, leitete 1978–1987 den Geraer Silvesterlauf und war an der Gründung des Städtelaufes Jena-Hermsdorf-Gera 1979 beteiligt.
Kremer gilt als Vater des Rennsteiglaufs. Ab 1971 organisierte er von Weimar bzw. Jena aus Läufe auf dem Rennsteig. 1973 lief er nach zweijähriger Vorbereitung gemeinsam mit Hans-Joachim Römhild, Jens Wötzel und Wolf-Dieter Wolfram den I. 100-km-GutsMuths-Gedenklauf, der zur Keimzelle des GutsMuths-Rennsteiglaufes wurde. Der Lauf entwickelte sich vom Geheimtipp zum wichtigsten Massenlauf der DDR in ehrenamtlicher Organisation. Nach Ende der DDR wurde er zum größten Crosslauf Europas. Kremer war 1973–1975 Gesamtleiter, im Anschluss für die Öffentlichkeitsarbeit und das Marketing zuständig, Von 1990 bis 1997 war er Gründungspräsident des GutsMuths-Rennteiglaufvereins e.V. Der Lauf wurde 1990 mit dem UNESCO-Sportpreis ausgezeichnet, den Kremer mit Gesamtleiter Volker Kittel in Ottawa entgegennahm. Er nahm bis 2024 an allen Rennsteigläufen teil.

## Sportgeschichte
Kremer erforscht die Geschichte des Sports mit den Schwerpunkten Thüringen, Weimar und Jena vom 18. bis 21. Jahrhundert und hat dazu mehrere tausend Artikel in Zeitungen, Zeitschriften und Sammelbänden sowie Aufsätze und Monografien veröffentlicht.

## Funktionen und Mitgliedschaften (Auswahl)
- ab 1969 Hoch- und Fachschulsport der DDR, Fachgruppe Orientierungslauf Vorsitzender, 1969 Gesamtleiter Bezirksspartakiade Orientierungslauf
- ab 1970 bis 1976 Vorsitzender Zentrale Fachkommission des DWBO
- 1973 bis 1975 Gesamtleiter des GutsMuths-Rennsteiglaufs
- ab 1977 Mitglied des Zentralen Meilenkomitees
- ab 1980 Mitglied des Bezirksausschusses Gera bei DTSB für Freizeit- und Erholungssport
- 1990–1997 Präsident des GutsMuths-Rennsteiglaufvereins und Vorsitzender des Ausschusses für Öffentlichkeitsarbeit beim Rennsteiglaufverein
- ab 1990 2. Vorsitzender des Gründungsvorstandes des Jenaer Alpenvereins, Wanderleiter,
- ab 1992 1993 Landessportbund Thüringen – Mitglied des Breitensportausschusses
- ab 1993–2011 Schatzmeister des Universitätssportvereins Jena
- ab 1990–2015 Vorsitzender der Landeskonferenz Hochschulsport
- ab 1991–2011 Thüringer Hoch- und Fachschulsportverband e. V. – Vorsitzender
- um 1993 Mitgründer des Vereins zur Rettung und Bewahrung kirchlicher Kunst im Umkreis von Stadtroda e.V.
- ab 1994–1996 Allgemeiner Deutscher Hochschulsportverband – Mitglied des Verbandsrates
- 2017 Mitgründer und Vorstandsmitglied des Vereins „Spowi-Alumni“, Verein zur Förderung des Instituts für Sportwissenschaft an der Friedrich-Schiller-Universität Jena e. V.
- 2020 Gründungsmitglied mit Ehefrau Gunda Kremer des Wander- und Sportvereins ProSeniores e.V., Vorsitzender

## Ehrungen
- 1969 Friedrich-Schiller-Medaille in Gold
- 1978 Ehrennadel des HFS der DDR in Gold
- 1980 Ehrenmedaille in Gold des GutsMuths-Rennsteiglaufs
- 1980 Ehrennadel des DTSB in Gold
- 1983 Silbermedaille der X. Volkskunstolympiade der SDAG Wismut
- 1986 Ehrenzeichen für Körperkultur und Sport der DDR
- 1992 Ehrenmitglied des GutsMuths-Rennsteiglaufvereins
- 1995 Sportorganisator des Freistaates Thüringen
- 1995 Dankesplakette des Thüringer Ministerpräsidenten für ehrenamtliche Tätigkeit
- 1996 Ehrennadel in Gold des Thüringer Leichtathletikverband
- 1997 Goldene Ehrennadel des Deutschen Leichtathletik Verbandes
- 2000 Sportorganisator des Jahres der Stadt Jena
- 2005 Sportplakette des Freistaates Thüringen
- 2010/11 Medienpreis des Thüringer Landessportbundes
- 2011 Ehrenmitglied des USV Jena e. V.
- 2011 Ehrenmedaille des Stadtsportbundes
- 2018 GutsMuths-Ehrenplakette des Landessportbundes in Gold
- 2018 Horst-Milde-Award[4]
- 2023 Eintrag ins Goldene Buch der Stadt Jena mit Hans-Joachim Römhild, Jens Wötzel und Wolf-Dieter Wolfram[5]

## Veröffentlichungen (Auswahl)

### Bücher
- Heusing, Jochen; Kittel, Volker; Kremer, Hans-Georg; Schröder, Willi; Wolfram, Wolf-Dieter Faszination Rennsteiglauf, Erfurt 1992
- Kremer, Hans-Georg (Hrsg.); Scarbata, Gerd; Wötzel, Jens  Who is Who – Buch der Rennsteig-Rekorde. Zella-Mehlis, 2000 GMR
- Zur Geschichte des Sports an der Universität Jena, Jena 2002.
- mit Dietze, Lothar; Grummt, Wolfgang; Heinemann, Rolf; Kraus, Erich; Noack, Hans-Jürgen; Stuben-rauch, Horst: Orientierungslauf, Berlin 1980
- mit Jochen Scheibe, Willy Schröder: Rennsteiglauf, Berlin 1982
- mit Weidt, Klaus: Who is who 2008 – Rennsteiglaufbiografien, Jena 2008.
- mit Michael Ulbrich (teilweise): Jenas Sporthistorie in Wort und Bild, Jenaer Beiträge – Sonderheft, Jena 2009, 2013, 2016, 2027, 2018, 2024.
- 50 Jahre Rennsteiglauf : Vom Abenteuer zum Massenlauf : 1973–2023 / Herausgeber: GutsMuths-Rennsteiglaufverein e.V., Leiter des Redaktionsteams: Hans-Georg Kremer,  2. Auflage, Schmiedefeld 2024

### Aufsätze
- Der Rennsteiglauf: Symbol der Laufbewegung in der DDR, in: Hinsching, J.: Alltagssport in der DDR, Aachen 1998, S. 227–258.
- Die Gründung der Hochschulsportgemeinschaft Jena im Spannungsfeld von demokratischer studentischer Nachkriegsentwicklung und dem Herrschaftsanspruch der SED, in: Stutz, Rüdiger: Macht und Milieu, Rudolstadt 2000, S. 81–102.
- Die Gründung des Instituts für Leibesübungen Jena 1934 und dessen Entwicklung bis 1945, in: Hoßfeld, Uwe; John, Jürgen; Lemuth, Oliver; Stutz, Rüdiger; (Hrsg.): "Kämpferische Wissenschaft", Weimar, 2003, S. 967–992.
- Die Anfänge der akademischen Sportlehrerausbildung in Jena, in: Steinbach, Matthias, Gerber, Stefan: Klassische Universität und "akademische Provinz", Jena 2005, S. 307–336.
- Frauen am Institut für Leibesübungen der Jenaer Universität, in: Amlacher, Cornelia, Ebert, Dietmar, Horn, Gisela (Hrsg.): Anpassung Verfolgung Widerstand, Jena 2007, S. 41–55.
- Erinnerungen an den Jenaer Universitätssportlehrer Hans Beitz, In: Tobias Kaiser/Heinz Mestrup: Politische Verfolgung an der Friedrich-Schiller-Universität Jena von 1945 bis 1989, Jena 2012, S. 210–222.
- War Hermann Peter ein Pionier des Jenaer Sports?, in: Jahrbuch für Geschichte und Naturkunde des Saale-Holzland-Kreises und der Stadt Jena, Nr. 2, Jena 2023